# Distretto di Mayuge
Il distretto di Mayuge è un distretto dell'Uganda, situato nella Regione orientale.